# دانیل نیکولت
دانیل نیکولت (به انگلیسی: Danielle Nicolet) (زاده ۲۴ نوامبر ۱۹۷۳) بازیگر آمریکایی است.
از فیلم‌های معروف او می‌توان به بازی در اطلاعات مرکزی و اسلحه پر ۱ اشاره کرد.